# 零號追殺
《零號追殺》 是2023年的懸疑動作犯罪片，由霍穗強編導、任達華監製，任達華及安志領銜主演；元華、姜珮瑤、雷牧、任怡瑄、王寒陽、王蘊凡、魏璐及徐子力主演。電影以退休殺手華叔為主題。

## 故事
在老街生活多年的華叔（任達華飾），備受街坊尊敬，他一直在老街裏賣古董為生，和女兒過着平淡的生活。在一天，因為地產的問題，青龍幫的人前來強拆老街，一個小混混給了華叔一個炸彈，如果拆不了便要強拆老街，但居然沒想到華叔居然真的把炸彈拆掉了，華叔把炸彈給了青龍幫首領雞哥（王寒陽飾），原來，華叔只是羞辱一下雞哥，雞哥憤怒之下上了泥土車強拆老街，但華叔拿了槍出來，雞哥以為華叔這次又是說笑，但沒想到那把槍真的能開，就連華叔也嚇到了，他也沒想到那把槍真的能開，而且，警方因聼到槍聲而來了並把華叔拘捕了。這時，華叔被神祕人傑哥（安志杰飾）盯上，傑哥假裝律師來找了華叔，並向華叔說了他以前的身份，華叔以前的身份居然是個殺手……

## 演員

### 領銜主演
| 演員   | 角色 | 粵語配音 | 簡介 |
| 任達華 | 華叔 | 任達華   | 退休殺手，古董店老板 原本為殺手集團的專業殺手，代號為零號殺手。 一次被傑哥出賣，在被其引走后察覺不妙，但發現殺手老大洪爺已被滅門，幸被殺手組織三號殺手曹老頭發現，並為救華叔而散播其死掉的消息，后曹老頭躲在老街裏化身為一個平民老人，后在送院途中逃走時被曹老頭救走，並與其對付傑哥。 |
| 安志   | 傑哥 | 劉舜     | 殺手集團殺手 華叔的徒弟，在一次出賣其並把老大洪爺殺害，並散播華叔出賣殺手集團，多年來不信其死掉，不停帶領手下追殺其。 |

### 主演
| 演員   | 角色   | 粵語配音 | 簡介 |
| 元華   | 曹老頭 | 肖煒皓   | 老街裏的平民老頭，實為殺手集團的三號殺手 不相信老拍擋華叔會出賣組職，一直懷疑有人嫁禍，多年來不斷留在老街裏假扮平民老頭，看看可不可以獲得綫索，后和華叔一起對付傑哥。 |
| 姜珮瑤 | 阿珍   |          | 曹老頭的孫女 多年來一直陪伴祖父潛伏在老街裏，后加入祖父曹老頭及華叔的復仇並對付傑哥。                                                                                 |
| 雷牧   | 強Sir  | 大奔     | 中國公安 本來因要執法而追捕華叔，后協助其對付傑哥。 |
| 王寒陽 | 雞哥   |          | 青龍幫首領，強拆老街 |
| 徐少強 | 洪爺   | 劉晟     | 殺手集團老板 華叔、傑哥的老大，後被傑哥殺害 |
| 李子雄 | 金先生 | 肖煒皓   | 犯罪集團老大 和傑哥合作（片頭客串） |
| 任怡瑄 | 小葉   |          | 華叔孫女 |

## 製作
2022年9月17日，爱奇艺官方帳號在新浪微博裏表示電影正式在广东开机拍攝，並表示這次是任達華入行多年來首次擔任監製。

## 反應
本電影在網路播映，講述任達華和元華一起出生入死，現已72歲的元華堅持親身上陣吊威也，為了投入角色居然真的甘愿吃爛蘋果，網民對元華的專業表示敬佩並激讚。。

## 備註
1. ↑  電影直接在中國大陸網上平台上架
2. ↑  前稱《老家伙》（Old Spy）

## 外部連結
- 豆瓣电影上《零號追殺》的資料 （简体中文）
- 香港影庫上《零號追殺》的資料（繁體中文）
- 互联网电影数据库（IMDb）上《零號追殺》的资料（英文）